# Сегревиль
Сегреви́ль (фр. Ségreville, окс. Segrevila) — коммуна во Франции, находится в регионе Юг — Пиренеи. Департамент — Верхняя Гаронна. Входит в состав кантона Караман. Округ коммуны — Тулуза.
Код INSEE коммуны — 31540.

## География
Коммуна расположена приблизительно в 600 км к югу от Парижа, в 28 км к юго-востоку от Тулузы.
На севере коммуны протекает река Сон.

## Климат
Климат умеренно-океанический. Зима мягкая и снежная, весна характеризуется сильными дождями и грозами, лето сухое и жаркое, осень солнечная. Преобладают сильные юго-восточные и северо-западные ветры.

## Население
Население коммуны на 2010 год составляло 213 человек.
| 1962 | 1968 | 1975 | 1982 | 1990 | 1999 | 2010 |
| ---- | ---- | ---- | ---- | ---- | ---- | ---- |
| 118  | 96   | 89   | 87   | 101  | 144  | 213  |

## Администрация
| Период | Период | Фамилия       | Партия | Примечания |
| ------ | ------ | ------------- | ------ | ---------- |
| 2001   | 2002   | Жак Асма      |        |            |
| 2002   | 2020   | Жан-Пьер Улье |        |            |

## Экономика
В 2010 году среди 134 человек трудоспособного возраста (15—64 лет) 98 были экономически активными, 36 — неактивными (показатель активности — 73,1 %, в 1999 году было 72,1 %). Из 98 активных жителей работали 92 человека (48 мужчин и 44 женщины), безработных было 6 (3 мужчин и 3 женщины). Среди 36 неактивных 12 человек были учениками или студентами, 10 — пенсионерами, 14 были неактивными по другим причинам.